# Ren Mengqian
Ren Mengqian, född 4 oktober 1993, är en friidrottare från Kina. Hon deltog vid olympiska sommarspelen 2016.